# Синякова-Уречина Марія Михайлівна
Марія Михайлівна Синякова, в шлюбі Синякова-Уречина (13 листопада 1890, Красна Поляна, Змиївський район, Харківська область — 30 травня 1984, Москва) — українська художниця, близька до авангарду, графікеса, ілюстраторка. В українському мистецтві 1910-1920-х років репрезентувала неопримітивістський напрямок. Членкиня спілки «Голів Земної кулі» Велимира Хлєбникова. Роботи зберігаються в Національному художньому музеї України та приватних колекціях в Україні й за кордоном.

## Життєпис
Народилася 13 листопада 1890 року в родині купця Михайла Івановича Синякова, ювеліра церковних предметів з Охтирки. У неї було чотири сестри та брати. З часом кожна з них стала музою якогось із визначних митців XX століття. Сестра Віра стала дружиною Григорія Петнікова, другого за ліком «голову Земної кулі». Ксенія була дружиною Миколи Асєєва. Надія пережила бурхливий роман з Борисом Пастернаком. Зінаїда мала роман з В. Маяковським. Велимир Хлєбников був закоханий у кожну із сестер по черзі. Марії ж він присвятив ряд поетичних творів, зокрема, поему «Синие оковы».
|  | «В селі Красна Поляна під Харковом приклеїлося до нас прізвисько «Синяки-голяки». Влітку бачили нас загоряючими на сонці – цього ще не знали в глибокій провінції. Хлєбніков ввів це прізвисько в один із своїх віршів. Але замінив на «синголи». Коментатор пізніше написав учено, що йдеться про невідоме монгольське плем’я. Смішно. Це ж бо про нас. Вперед! Вперед Ватаго! Вперед! Вперед! Синголи» Марія Синякова . |

У 1910-1911 рр. Марія Синякова навчалася в Харківській студії Євгена Агафонова «Блакитна лілія», орієнтованій на естетику модерну і символізму.
Входила в однойменну групу молодих Харківських художників-авангардистів. У 1909 році ця група провела однойменну виставку. Тоді ж при ній був організований театр-кабаре «Блакитне око», де ставилися п'єси О. Блока, П. Потьомкіна, С. Городецького та інших, та проходили лекції з мистецтва.
Входила до харківських мистецьких угрупувань «Викусь» та «Будяк», була однією з авторів футуристичної декларації «Труба марсіан» (Харків, 1916), а також членкинею об'єднання «Союз семи» (Харків, 1918). Брала участь у футуристичному виданні «Лірень», ілюструвала поезії Григорія Петникова, Олексія Кручоних, Миколи Асєєва.
У 1910 році за сприянням Давида Бурлюка побувала в Німеччині, де виставилась з роботами у Мюнхені разом з Пікассо, Кандинським. У музеях Німеччини вивчала живопис німецьких та нідерландських старих майстрів.
У 1913 році разом з двома сестрами їде до Москви, навчається в художній студії І. І. Машкова та Ф. І. Рерберга, та пов'язує життя з футуризмом.
У 1914 році одружилася з художником Арсенієм Мойсейовичем Уречиним. Разом з чоловіком вона мандрує Центральною Азією, знайомиться з монгольським мистецтвом.
У 1914 році розпочинається Перша світова війна і Синякова повертається з Москви до Харкова, де живе у своєму маєтку у Червоній поляні. Зближується з місцевими художниками-авангардистами Е.Агафоновим, Б. В. Косаревим, В. Д. Єрміловим.
У 1922 році художниця назавжди переїжджає до Москви. Починає розвивати нові строгі форми у чорно-білій графіці та книжковій ілюстрації. Створила серію шаржових портретів письменників: Осипа Бріка, М. Асєєва, В. Шкловського, Д. Петровського, В. Брюсова, Г. Ахматової, С. Єсеніна, В.Маяковського.
Наприкінці 1920 та 1930-х років художниця відійшла від живопису та зайнялась художнім оформленням книжок, у тому числі віршованих, для дорослих та дітей. Вона створювала книжкові ілюстрації для Григорія Петникова, Олексія Кручоних, Миколи Асєєва, К.Чуковського, Енгеля та інших письменників.
Під час війни М. Синякова була в евакуації та жила разом з Мариною Цвєтаєвою в одному будинку. З робіт 1940-х збереглися небагато її портретів та книжкові ілюстрації до стародавнього французького епосу «Пісня про Роланда» (1943 р.)
У 1952 Марію Синякову виключили зі Спілки художників за «плазування перед західним мистецтвом».
У 1950-х роках їй довелось заробляти на життя розфарбовуванням іграшок та малюванням лікарських рослин для довідкового атласу.
У 1970-х роках вона брала участь у дисидентському русі, через що її не надто вітали в колах мистецького офіціозу — навіть коли футуризм став модним.
Марія Михайлівна Синякова-Уречина померла 30 травня 1984 року в Москві у віці 94 років.

## Творчий доробок

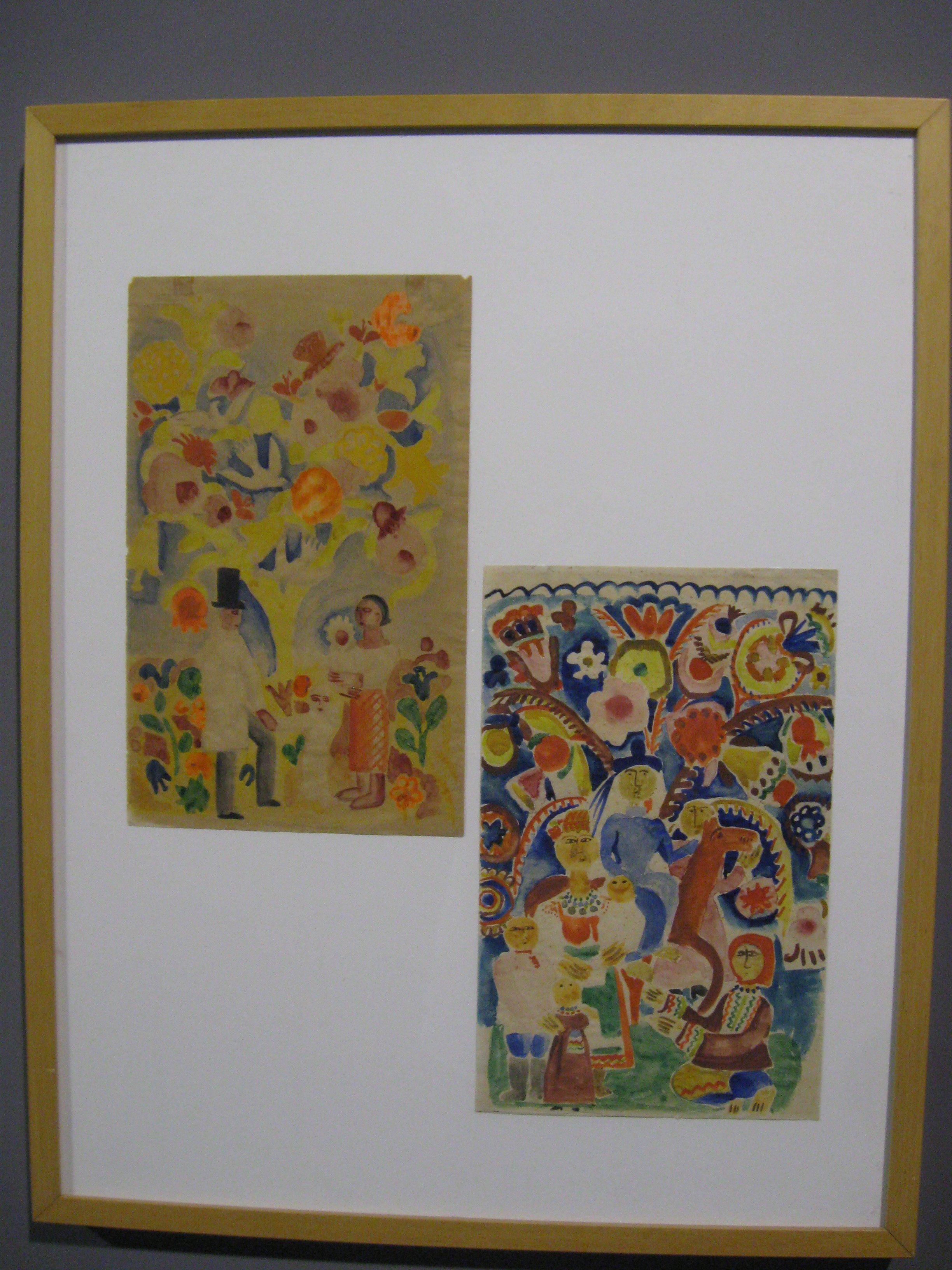
Марія Синякова. «Петроград» (папір, монотипія. Приватна колекція) Виставка «Велике і Величне». Мистецький арсенал. 2013
Власна робота Sergento 18 серпня 2013,

### Картини
«Війна I» (1910-ті роки);
«Війна II» (1910-ті роки);
«У лазні» (1910);
«Акробати» (1913);
«Любов» (1913);
«Драбина» (1914—1916);
«Вигняна з раю» (1916);
«Бомба» (1916);
«Єва» (1920);
«Родина» (1920-ті роки);
«Сонце. Закохані. Краснополянський мотив» (1914);
«Дерево життя» (пан та няня)(1914);
«Священна тема»;
«Ковчег»;
«Селищна ідилія» (1916);
«Лазня» (1916);
«Карусель» (1916);
«Коханці» (1920);
«Пікнік на траві» (1922);
«Сонце»;
«Гарем»;
«Музикант» (1920-ті);
«Циркові сцени»;
«Старці» (1925);
«Вакханалія» (1925);
«Вісім дівок, один я» (1923);
«Коні та купальниці»;
«Осінній натюрморт» (1938);
«Павич»;
«Риба»;
«Троянди» (1950-ті роки);
«Зимовий пейзаж» (1952).

### Портрети
«Портрет Євгенії Синякової»;
«Портрет Тетяни Синякової»;
«Портрет Ксенії Асєєвої»;
«Портрет Тихона Чурилина»(1940);
«Портрет Велемира Хлебнікова» (1940);
«Портрет Віри Гехт» (1940-ві роки).

### Художнє оформлення книжок
Григорій Петніков «Поросль сонця» (1918),
Олексій Кручоних «Чотири фонетичних романи» (1927), «Розбійник Ванька-Каїн та Сонька-Манікюрниця»;
Микола Асєєв «Про заячу службу і лисячу дружбу» (1927), «Цирк» (1929), «Пісенник» (1935), «Маяковський починається» (1940), П. Незнамов «Звірі на свободу» (1927);
Л. Остроумов «Пташиний переполох» (1928), Надії (1930);
М. Соловйова «Кораблики» (1930);
Є. Тараховська «Де овечка без хвоста?» (1930);
Софія Федорченко «Добрий сон» (1930);
К. Павлович «Весела бджілка» (1930), «Барабанщик радгоспу» (1931, 1932),
К. Чуковський"Нові загадки «(1930), Р. Енгель» Про дірочку і про хвостик "(1930);
В. Маяковський "Облако в штанах "(1937);
Атлас лікарських рослин СРСР(1962).

## Виставкова діяльність
Марія Синякова брала участь у багатьох радянських та закордонних виставках.
У 1905 році Синякова брала участь в «Виставці революційної літератури» де демонструвалися її шаржові портрети.
У листопаді 1913 січні 1914 рр. Синякова брала участь у виставці петербурзького «Союзу молоді» разом з представниками авангарду: Д.Д. і В. Д. Бурлюками, К. С. Малевичем, В. Є. Татліним, Олександрою Екстер.
Марія Синякова була експоненткою виставок «Союзу молоді» (1913—1914 рр., Петербург) та «Союзу Семи» (1918 р, Харків).
У 1919 році вона брала участь у Першій спільній виставці-продажу, на ній були представлені роботи професійних художників, новачків та дітей.
У 1925 році мисткиня взяла участь у виставці художників «4 мистецтва» (Москва, Музей витончених мистецтв, зараз ДМОМ ім. О.Пушкіна).
У 1927 році Міжнародна виставка «Мистецтво книги» (Лейпциг).
У 1928 році «Сучасне книжкове мистецтво на міжнародній виставці преси».
У 1931 році Міжнародна виставка «Мистецтво книги» (Париж).
У 1969 році в київському відділенні Спілки письменників відбулася єдина персональна виставка Марії Синякової-Уречиної. Після цієї події до неї потягнулися колекціонери, художники, мистецтвознавці з Нью-Йорка, Парижу, Варшави та Києва.
У 1990—1991 роках на виставці «Український авангард. 1910—1930», вперше демонструвалися роботи художниці 1914—1916 років: «Єва», «Війна», «Карусель».